# Haplocheira
Haplocheira is een geslacht van vlokreeften uit de familie van de Corophiidae. De wetenschappelijke naam van het geslacht is voor het eerst geldig gepubliceerd in 1879 door William Aitcheson Haswell.
De soorten uit dit geslacht komen voor op het zuidelijk halfrond, zowel in gematigde wateren rond Australië, Nieuw-Zeeland, Chili of de Falklandeilanden, als in het Antarctisch gebied.

## Soorten
- Haplocheira balssi Schellenberg, 1931
- Haplocheira barbimana (Thomson, 1879)
- Haplocheira plumosa Stebbing, 1888
- Haplocheira typica Haswell, 1879